# Macropygia magna
Macropygia magna е вид птица от семейство Гълъбови (Columbidae).

## Разпространение
Видът е разпространен в Индонезия и Източен Тимор.